# 가르주의 캉통
프랑스 가르주에는 총 23개의 캉통이 속해 있다. 2015년 3월 행정구역 총개편으로 인해 현재는 다음과 같이 설치되어 있다.
- 에그모르트
- 알레 1
- 알레 2
- 알레 3
- 바뇰쉬르세즈
- 보케르
- 칼비송
- 라그랑콩브
- 마르게리트
- 님 1
- 님 2
- 님 3
- 님 4
- 퐁생테스프리
- 키사크
- 레드상
- 로그모르
- 루송
- 생질
- 위제
- 보베르
- 르비강
- 빌뇌브레자비뇽